# À mon public
Albums de Kery James
Réel
(2009) 92-2012
(2012)
À mon public est le premier album live du rappeur français Kery James, sorti le 17 mai 2010. Ce double-album  (CD+DVD) est capté et enregistré le 18 décembre 2009 au Zenith de Paris.
Il contient plus de deux heures de live avec les plus grands classiques de Kery James (du Retour du rap français à Banlieusards, sans oublier L'Impasse, Je représente ou encore Le combat continue Part III). Kery James est entouré de nombreux invités, dont A.P, Béné, Demon One, Diam's, Dry, Kayna Samet, Kool Shen, Medine, Rim'K, Tunisiano ou Youssoupha.
Il se place trentième des ventes de disques en France, dès sa sortie

## Liste des pistes (CD)
| No  | Titre                                            | Durée |
| --- | ------------------------------------------------ | ----- |
| 1.  | Le Retour du rap français                        | 6:40  |
| 2.  | Réel                                             | 4:04  |
| 3.  | Thug Life                                        | 3:53  |
| 4.  | Je représente                                    | 3:59  |
| 5.  | Y'a pas de couleur (feat. Diam's)                | 2:48  |
| 6.  | L'Impasse (feat. Béné)                           | 7:05  |
| 7.  | Banlieusards (feat. Tunisiano, Youssoupha & A.P) | 8:26  |
| 8.  | 28 décembre 1977                                 | 3:06  |
| 9.  | Avec le cœur et la raison                        | 4:10  |
| 10. | Sans titre (feat. Kayna Samet)                   | 5:09  |
| 11. | Le combat continue Part III                      | 9:10  |
| 12. | En sang ble (feat. Kool Shen & Rim'K)            | 4:20  |
| 13. | Foolek                                           | 3:52  |
| 14. | Egotripes (feat. Dry)                            | 4:38  |
| 15. | Lettre à mon public                              | 7:47  |